# Gaio Giulio Prisco
Gaio Giulio Prisco (in latino Gaius Iulius Priscus; Siria, ... – 251) fu un ufficiale e usurpatore dell'Impero romano.
La sua carriera militare si svolse sotto gli imperatori romani Gordiano III, Filippo l'Arabo (fratello di Prisco) e Decio.

## Biografia
Viene a volte erroneamente confuso con il coevo Tito Giulio Prisco, usurpatore sotto l'imperatore Decio.

### Origini familiari e carriera politica
Marco Giulio Filippo, detto l'Arabo, era il fratello di Prisco, e giunse alla prefettura del pretorio sotto l'imperatore romano Gordiano III grazie al sostegno di Prisco stesso. Quando Filippo divenne imperatore (244), nominò Prisco rector Orientis, una carica che gli conferì vasti poteri sulle province orientali dell'impero. Quando Filippo fu deposto da Decio (249), Prisco si ribellò al nuovo imperatore.
Prisco nacque nella provincia romana di Siria, probabilmente a Damasco, figlio di Giulio Marino, un cittadino romano originario del luogo. Non è stato tramandato il nome della madre, ma fu fratello di Marco Giulio Filippo, passato alla storia come l'imperatore Filippo l'Arabo: è probabile che Filippo fosse il fratello minore, in quanto la sua carriera fu aiutata da quella di Prisco e non viceversa.
In base a diverse iscrizioni è possibile ricostruire la carriera di Prisco: fu prefetto della provincia di Mesopotamia, procurator di Macedonia, vice governatore di Aegyptus e responsabile giudiziario di Alessandria d'Egitto.

### Ascesa al trono di Filippo e sua caduta
Prisco divenne un membro della Guardia Pretoriana attorno al 242, durante la campagna persiana dell'imperatore Gordiano III. Alla morte del prefetto del pretorio Timesiteo (243), Prisco convinse l'imperatore a nominare Filippo nuovo prefetto: in tal modo i due fratelli esercitarono un controllo sul giovane imperatore. Quello di Gordiano fu un errore, in quanto l'esistenza di due prefetti del pretorio aveva lo scopo di evitare che questo potere fosse raccolto nelle mani di un'unica persona: l'avere conferito la prefettura a due fratelli aveva di fatto annullato questa forma di controllo.
Quando poi Gordiano morì, probabilmente assassinato dai propri soldati, Filippo divenne il nuovo imperatore e ritornò in occidente. Prisco, fedele collaboratore del fratello, rimase in oriente, tenendo il potere supremo su quelle province e adottando il titolo di rector Orientis.

### Regno di Filippo e usurpazione di Prisco
Il governo di Prisco fu severo e oppressivo: le direttive di Filippo, obbligato a un pesante tributo dalla pace con i Sasanidi e deciso a celebrare con fasto il millennio dalla fondazione di Roma, portarono Prisco a tassare pesantemente le province orientali (forse ad eccezione della natìa provincia d'Arabia). La situazione sfociò nell'usurpazione di Iotapiano in Siria, che però Prisco debellò rapidamente.
Nel 249 Decio, inviato da Filippo a debellare la rivolta di Tiberio Claudio Pacaziano, venne proclamato imperatore dalle truppe, e sconfisse Filippo uccidendolo. Allora Prisco si ribellò, mantenendo il controllo delle province orientali rafforzando la propria posizione grazie al fatto che Decio non lo affrontò immediatamente. Arrivò ad allearsi con i Goti che stavano attaccando la Mesia sul fronte del Danubio, i quali sconfissero e uccisero Decio. Malgrado ciò la rivolta di Prisco non ebbe buon fine e venne sedata, probabilmente all'inizio del regno di Treboniano Gallo (251).